# 孔耐蜥屬
孔耐蜥屬（學名Kuehneosaurus）又名滑翔蜥、孔耐龍、庫恩奧龍，是種诺利阶的爬行動物，發現於英國布里斯托尔海峡， 以孔耐教授命名。孔耐蜥大約72公分長，擁有從身體突出14.3公分長的肋骨，之間有皮膜連接，可能是用來在樹間滑翔，就像現代的飛蜥。孔耐蜥屬於孔耐蜥科，是一個滑翔爬行動物，屬於鱗龍形下綱，該下綱也包含了現代蜥蜴與喙頭蜥。孔耐鱷（Kuehneosuchus）是其近親，兩者可能是同一物種，或是兩性異形。
氣動力學研究指出孔耐蜥可能不是滑翔者，而是利用肋骨與皮膜在樹間降落。在2008年的研究指出當孔耐蜥以45°降落時，時速可達每秒10到12公尺。飛行時的俯仰動作可由舌骨上的皮瓣來控制，如同現代的飛蜥。